# Strona medialna
Strona medialna – istniejąca w języku praindoeuropejskim strona gramatyczna. Charakterystyczną cechą strony medialnej jest to, że obiekt czynności pozornie jest podmiotem w zdaniu (wyrażonej za pomocą strony zwrotnej), mimo iż faktycznie jest on bliższy obiektowi strony biernej.
Np.
- Kura gotuje się na wolnym ogniu.

Podobnie jak w stronie biernej, dopełnienie czasownika występuje w podmiocie, otrzymując formę mianownika. W przeciwieństwie do strony biernej, domyślny agens (celowy wykonawca czynności) czasownika nie jest realizowany:
- Ten samochód dobrze się sprzedaje przez autosalony. (strona medialna)
- Ten samochód sprzedawany jest przez autosalony. (strona bierna)

Strona medialna nie zachowała się w jawnej postaci w większości języków europejskich; wśród tych które ją posiadają są angielski, islandzki, greka klasyczna i sanskryt. Angielski, w którym przypadki rzeczownika nie są oznaczane morfologicznie, a zatem nie ma różnicy między mianownikiem i biernikiem, pozwala na umiejscowienie dopełnienia na początku zdania.
Np. 
- His poems translate easily.
- Jego wiersze tłumaczą (się) łatwo.

We współczesnej polszczyźnie istnieje zarówno strona medialna, jak i zbliżone zdanie bezpodmiotowe (Kurę gotuje się na wolnym ogniu) i wypowiedzenie rozkazujące (Kurę gotować na wolnym ogniu).
W wielu przypadkach trudno określić, czy zdanie występuje w stronie czynnej, czy medialnej. Na przykład, poniższe zdanie można, na pierwszy rzut oka, uznać za przykład strony medialnej, ale jednoznaczną identyfikację utrudnia zbieżność form rzeczownika: forma 'masło' jest identyczna w mianowniku (możliwa strona medialna) i w bierniku (strona czynna)).
- Masło łatwo się rozsmarowuje.

Podobna dowolność nie zachodzi raczej u rzeczowników, których formy różnią się w mianowniku i bierniku. Większość użytkowników rodzimych języka polskiego preferuje zdania, gdzie dopełnienie występuje w bierniku (strona czynna). Np. zamiast
- Ta książka przyjemnie się czyta.

mówi się
- Tę książkę przyjemnie się czyta. (czyli Przyjemnie się czyta tę książkę.)

Zdania w stronie medialnej czasem zawierają dwuznaczność: Drzwi otwierają się - mogą otwierać się same lub może otwierać je ktoś niewidoczny; masło topi się – może je ktoś topić lub topić się, bo nie jest w lodówce).